# Plan de los Naranjos
Plan de los Naranjos är en ort i Mexiko.   Den ligger i kommunen Angel R. Cabada och delstaten Veracruz, i den sydöstra delen av landet, 400 km öster om huvudstaden Mexico City. Plan de los Naranjos ligger 113 meter över havet och antalet invånare är 386.
Terrängen runt Plan de los Naranjos är platt åt nordväst, men åt sydost är den kuperad. Terrängen runt Plan de los Naranjos sluttar västerut. Runt Plan de los Naranjos är det ganska tätbefolkat, med 70 invånare per kvadratkilometer. Närmaste större samhälle är San Andres Tuxtla, 19,8 km öster om Plan de los Naranjos. Omgivningarna runt Plan de los Naranjos är en mosaik av jordbruksmark och naturlig växtlighet.